# Баулін Павло Борисович
Павло Борисович Баулін (*23 листопада 1948, Горький — 7 червня 2015) — український російськомовний письменник, Народний депутат України 3-го скликання.

## Освіта
1971 року закінчив Запорізький машинобудівний інститут, машинобудівний факультет, інженер-механік.

## Кар'єра
З 09.1971 р. по 07.1976 р. — конструктор відділу головного технолога, старший інженер, соціолог відділу наукової організації праці ВО «Запоріжтрансформатор».
З 07.1976 р. по 11.1986 р. — старший майстер, викладач Запорізького ПТУ № 32.
З 11.1986 р. по 11.1987 р. — методист, в.о. заступника директора Палацу культури металургів, м. Запоріжжя.
З 1987 р. — член Спілки письменників СРСР.
З 09.1988 р. по 05.1992 р. — голова Запорізького обласного літоб'єднання.
З 04.1992 р. по 07.1996 р. — голова Запорізького товариства «Русь».
З 11.1991 р. по 04.1998 р. — оглядач, журналіст Запорізької вечірньої газети «Наш город».

## Політична діяльність
З 06.1993 р. по 01.1998 р. — голова Запорізької регіональної організації ПСЄУ, член Політради ПСЄУ з 05.1996 р.
З 1998 по 2002 — Народний депутат України 3-го скликання, обраний по виборчому округу № 76 Запорізької області.